# Magpet
Magpet è una municipalità di quarta classe delle Filippine, situata nella Provincia di Cotabato, nella Regione del Soccsksargen.
Magpet è formata da 32 baranggay:
- Alibayon
- Amabel
- Bagumbayan
- Balete
- Bangkal
- Bantac
- Basak
- Binay
- Bongolanon
- Datu Celo
- Del Pilar
- Doles
- Don Panaca
- Gubatan
- Ilian
- Imamaling

- Inac
- Kamada
- Kauswagan
- Kinarum
- Kisandal
- Magcaalam
- Mahongcog
- Manobisa
- Manobo
- Noa
- Owas
- Pangao-an
- Poblacion
- Sallab
- Tagbac
- Temporan